# 戈特洛伊巴河
50°57′48″N 13°55′14″E / 50.9633°N 13.9205°E

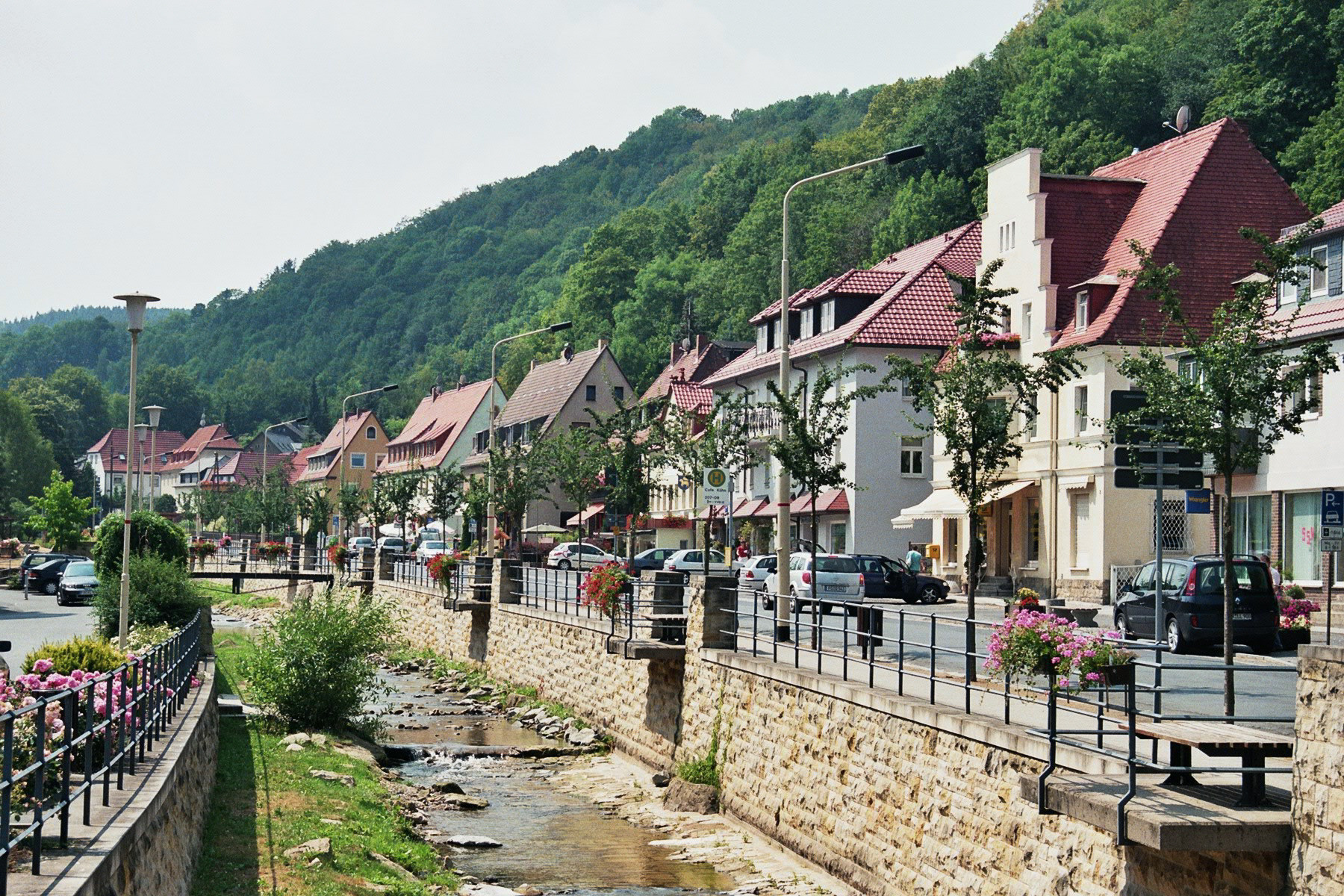

戈特洛伊巴河是歐洲的河流，流經德國薩克森州和捷克，處於布拉格以南180公里，河道全長34公里，該河流發源自厄爾士山脈東部。